# Міхаель Пахер

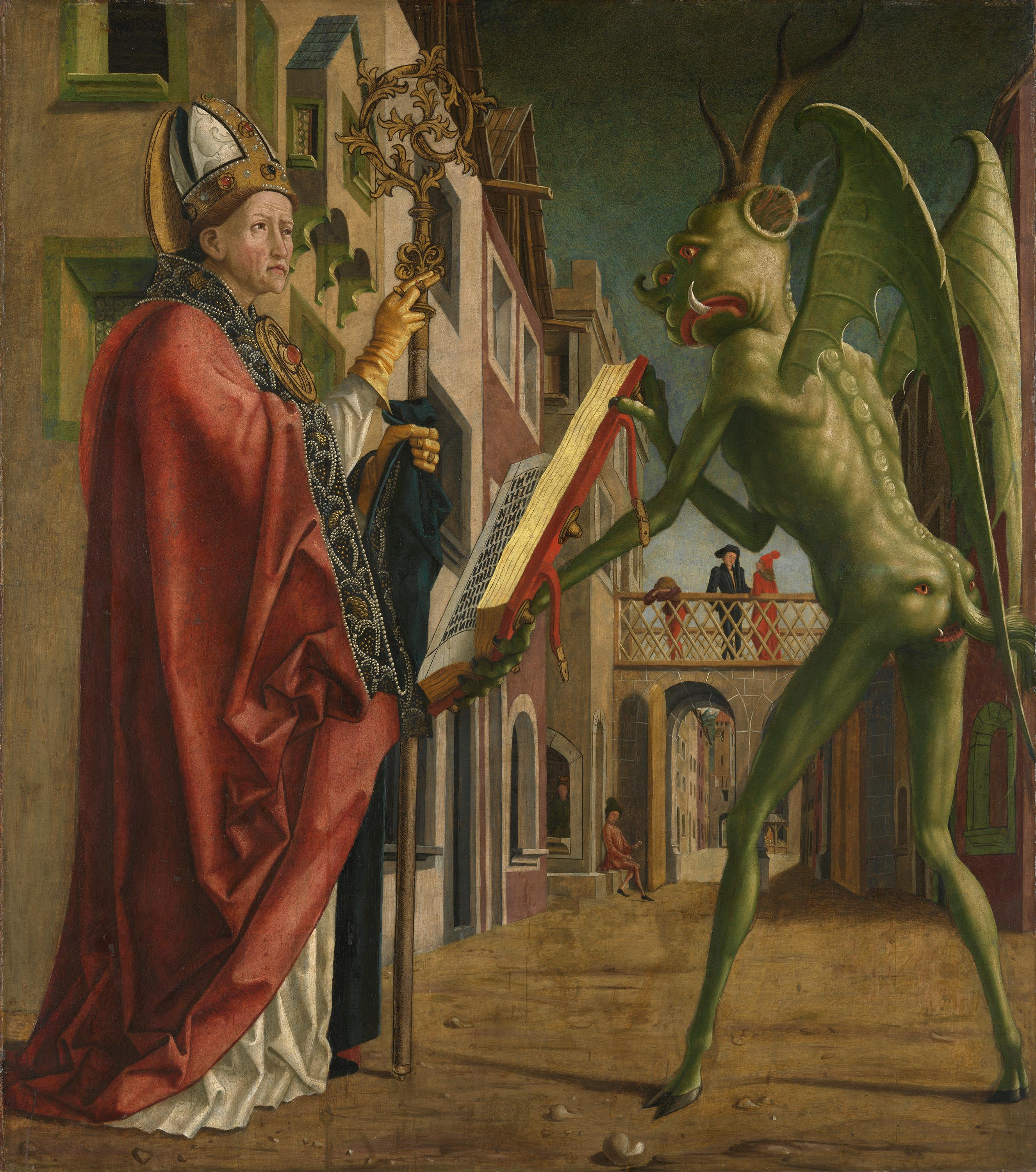
Біксенський вівтар. 1471—1475

Міхаель Пахер (нім. Michael Pacher; 1435, Брюнек — 1498, Зальцбург) — австрійський художник.
Народився у тирольському місті Брюнеку, де і провів більшу частину свого життя. Про молоді роки та період навчання художника не збереглося жодних відомостей. Достовірно відомо, що з 1467 року Пахер жив і працював у Брюнеку, де мав велику майстерню, що виконувала на замовлення місцевих церков живописні і різьблені вівтарі. Багато, що із створеного Пахером досі знаходиться на своєму первісному місці. Найзначніший твір майстра — живописно-скульптурний вівтар Св. Вольфганга (1471—1481), виконаний для церкви св. Вольфганга на Аберзее. Заслуговують згадки також виконані художником вівтарі Отців церкви (1483) і св. Лаврентія.
Скульптурні роботи художника виконані у дусі пізнього готичного стилю, у той час як його живопис відмічений сильним впливом італійського мистецтва Раннього Ренесансу. За стилем він найближчий до творчості Андреа Мантеньї: для досягнення драматичних ефектів Пахер використовує ті ж прийоми — низький горизонт, сильні ракурси, максимальна насиченість переднього плану. Не збереглося документальних свідчень про те, що художник відвідував Північну Італію, однак характер його творчості та географічна близькість Тиролю до Італії говорять на користь цієї гіпотези.
У 1496 році Пахер перебрався в Зальцбург, де і помер два роки по тому.
Пахер вважається найбільшим представником Раннього німецького Відродження, що вплинули на живописців наступних поколінь, зокрема на Альбрехта Дюрера.